# Naka (Bali)
Pour les articles homonymes, voir Naka.
Naka (ou Nakah) est un village du Cameroun situé dans le département du Mezam et la Région du Nord-Ouest. Il fait partie de l'arrondissement de Bali, dans la subdivision de Bali Nyonga.

## Localisation
En voiture le village se trouve à 5 minutes de Bamenda et à 10 minutes du centre-ville de Bali.

## Population
Lors du recensement de 2005, on y a dénombré 1 006 personnes.